# 라바강 (오스트리아)
라바강(Rába, 독일어: Raab, 슬로베니아어: Raba)은 오스트리아 남동부와 헝가리 서부를 흐르는 강이자 다뉴브강의 오른쪽 지류이다.

## 지리
이 강의 발원지는 오스트리아 브루크안데어무어 동쪽 몇 킬로미터 떨어진 하이보덴회헤 언덕 아래에 있다. 이 강은 오스트리아의 슈타이어마르크주와 부르겐란트주, 그리고 헝가리의 바시주와 죄르모숀쇼프론주를 흐른다. 라바강의 298.2 km (185.3 mi) 길이 중 약 100 km는 오스트리아에 있다. 이 강은 헝가리 북서부의 죄르 시에서 다뉴브강의 지류(모소니-다뉴브강)로 흘러든다. 이 강의 유역 면적은 10,401 km2 (4,016 mi2)이다. 라바강을 따라 있는 도시로는 글라이스도르프, 펠트바흐(둘 다 오스트리아), 그리고 센트고트하르드와 쾨르멘드(헝가리)가 있다. 신생대 초기에 이 강은 반대 방향으로 흘렀지만, 지각 융기로 인해 흐름이 역전되었다.

## 이름
라바강은 고대에 라틴어 Arrabo와 그리스어 Arabon(Ἀραβον)으로 증명되었고, 서기 791년에는 Raba와 Hrapa로, 890년에는 ad Rapam으로 증명되었다. 이 강의 다양한 현대 이름은 로망스어군의 Rābo에서 유래한다. 이 이름은 아마도 인도유럽어족에서 왔을 것이지만 그 기원은 알려져 있지 않다.

## 라바 슬로베니아인
라바 계곡(슬로베니아어: Porabje, 헝가리어: Vendvidék)에 사는 라바 슬로베니아인은 헝가리 슬로베니아인의 가장 서쪽에 있는 집단이다. 라바 계곡은 더 넓은 프레크무레 지역의 일부이다.